# Michał Godlewski (duchowny)

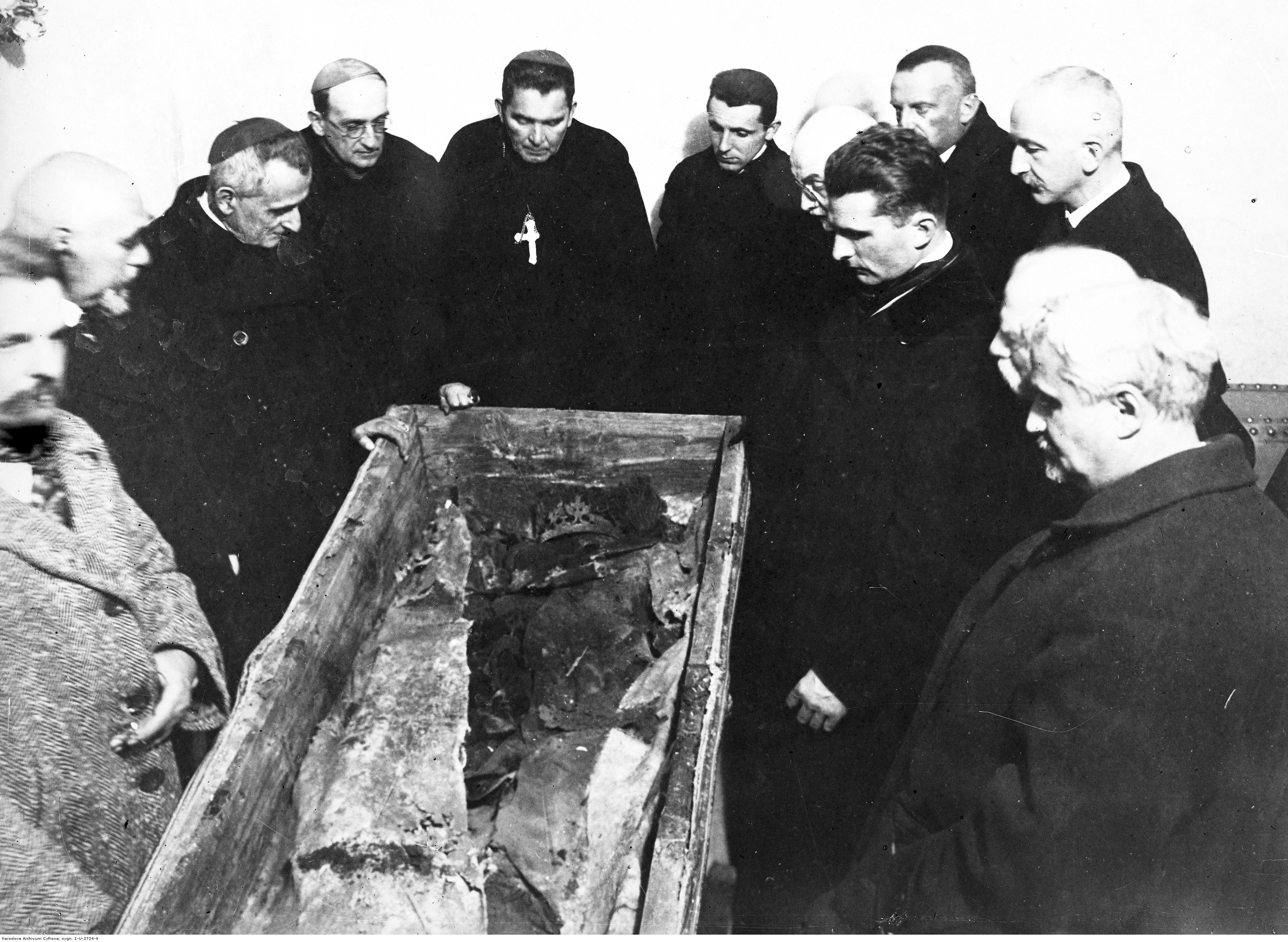
Biskup Michał Godlewski (czwarty z lewej) nad szczątkami króla Zygmunta Augusta. Kraków, rok 1930

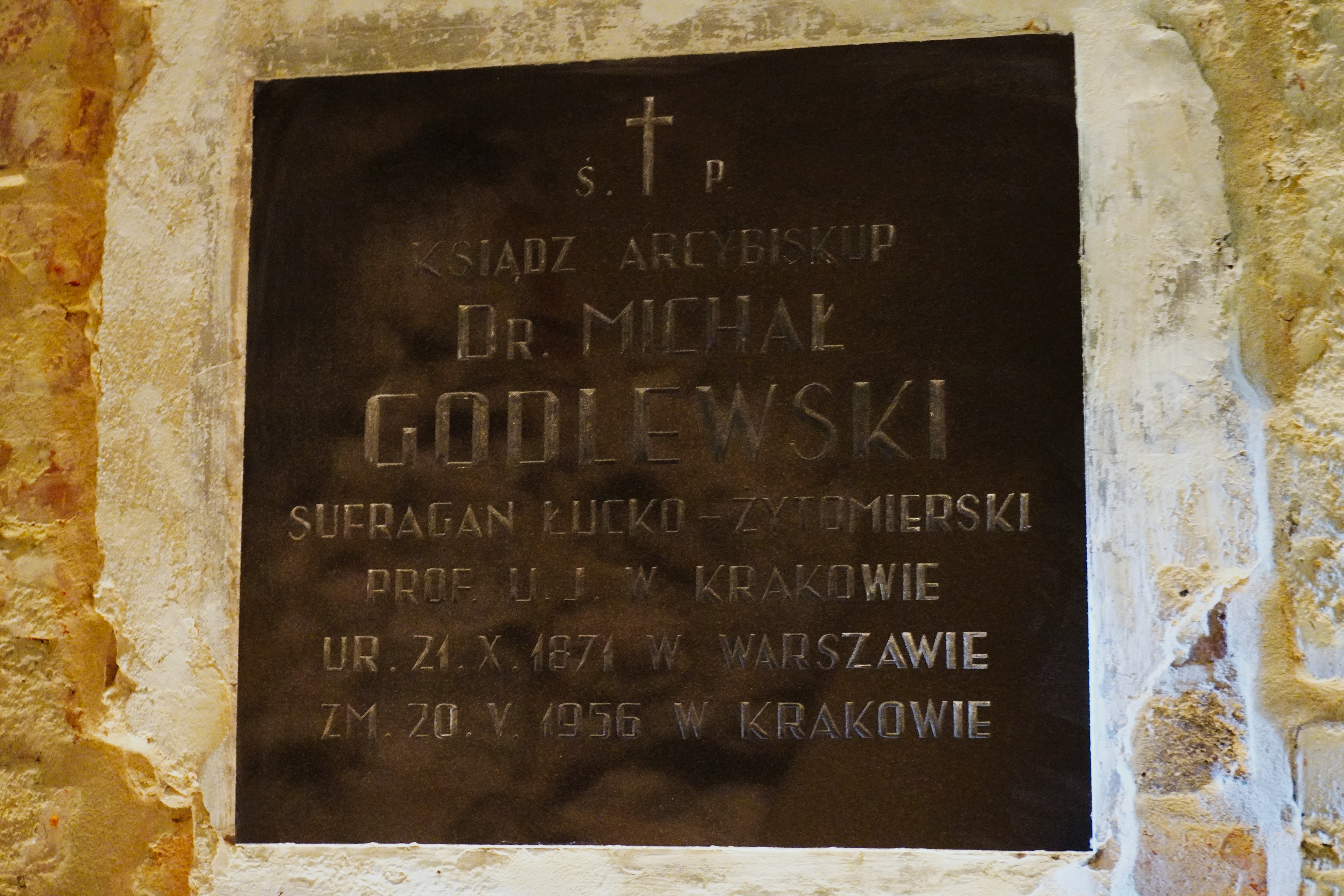
Epitafium grobowe arcybiskupa Michała Godlewskiego w krypcie Kościoła Przemienienia Pańskiego (pijarów) w Krakowie

Michał Godlewski (ur. 21 października 1872 w Warszawie, zm. 20 maja 1956 w Krakowie) – polski duchowny katolicki, historyk Kościoła, biskup pomocniczy łucki i żytomierski, arcybiskup tytularny Amorianus, profesor Akademii Duchownej w Petersburgu oraz Uniwersytetu Jagiellońskiego.

## Życiorys
Był synem Antoniego (ziemianina, prezesa Towarzystwa Kredytowego Ziemskiego w Siedlcach) i Anieli Klementyny z domu Le Brun de la Scie. Został ochrzczony w 1873 r. w kościele w Kamionnie, gdzie w rodzinnym majątku spędził dzieciństwo. Jego bratem był Stanisław Aleksander Godlewski (1867-1933), działacz społeczny, charytatywny i polityczny, szambelan papieski, członek Trybunału Stanu, senator II i III kadencji z ramienia Związku Ludowo-Narodowego i Stronnictwa Narodowego.
Uczęszczał do IV gimnazjum w Warszawie (do 1893), następnie studiował w Seminari; w latach 1897–1901 odbył studia teologiczne w Akademii Duchownej w Petersburgu, a 1901–1903 historyczne na Uniwersytecie Albrechta i Ludwika we Fryburgu. W 1900 w Warszawie przyjął święcenia kapłańskie. W 1903 został profesorem nadzwyczajnym Akademii Duchownej w Petersburgu, kierował Zakładem Homiletyki (1903–1904), następnie Zakładem Historii Kościoła (1904–1917); był również bibliotekarzem Akademii i kapelanem miejscowych zakonnic. W 1907 obronił doktorat teologii. Korzystając z nawiązanych w Petersburgu kontaktów z arystokracją miał pełny dostęp do archiwów carskich.
W październiku 1916 został mianowany biskupem tytularnym Agbia i biskupem pomocniczym łuckim i żytomierskim; przyjął sakrę biskupią 4 lutego 1917 w Petersburgu. Rezydował początkowo w Żytomierzu, od 1918 w Łucku; pełnił liczne funkcje w obu diecezjach, był m.in. wikariuszem generalnym, oficjałem i administratorem. Ordynariuszami byli w tym czasie Ignacy Dubowski oraz Adolf Szelążek; wobec zmian granic państwowych diecezja żytomierska zanikła w 1921. Biskup Godlewski prowadził aktywną działalność w dziedzinie szkolnictwa; jako prezes Polskiej Macierzy Szkolnej na Wołyniu przyczynił się do powstania kilkuset szkół powszechnych, sześciu gimnazjów oraz wielu seminariów nauczycielskich. Przez pewien czas – w czasie wojny polsko-radzieckiej 1920 – był zmuszony do pracy w fabryce jako robotnik. Zrezygnował z funkcji biskupa pomocniczego w 1926 i skoncentrował się na działalności naukowej na Uniwersytecie Jagiellońskim; później, 14 stycznia 1949, otrzymał promocję do godności arcybiskupa tytularnego Amorianus.
Postanowieniem Prezydenta RP z 10 lutego 1928 został mianowany profesorem zwyczajnym historii kościoła powszechnego na Wydziale Teologicznym Uniwersytetu Jagiellońskiego. W latach 1927–1951 kierował Katedrą Historii Kościoła Powszechnego. Wszedł w skład specjalnego poufnego komitetu ds. obrony autonomii uniwersytetu, powołanego przez Stanisława Estreichera w czasie reform ministra Janusza Jędrzejewicza (1933). Na Międzynarodowym Kongresie Historycznym w Warszawie w 1933 reprezentował Watykan. Miał opinię świetnego wykładowcy. W 1915 został członkiem rzeczywistym, a w 1929 członkiem zwyczajnym Towarzystwa Naukowego Warszawskiego; od 1931 był członkiem korespondentem PAU. Należał ponadto m.in. do Polskiego Towarzystwa Opieki nad Zabytkami Przeszłości w Rosji, Towarzystwa Miłośników Historii w Petersburgu, Towarzystwa Przyjaciół Nauk w Wilnie, Królewskiego Towarzystwa Historycznego w Budapeszcie (członek honorowy). 
W pracy naukowej ks. Godlewski zajmował się historią nowożytną Kościoła w Polsce oraz polsko-rosyjskimi stosunkami religijnymi. Wiele uwagi poświęcił osobie arcybiskupa mohylewskiego Stanisława Siestrzeńcewicza, zwierzchnika katolików w Rosji; przygotował do wydania listy i dziennik Siestrzeńcewicza. Badał ustosunkowanie duchowieństwa do polskiego ruchu narodowowyzoleńczego w XIX-wiecznej Polsce i Rosji. Odnalazł wiele nieznanych materiałów archiwalnych dotyczących organizacji i działalności Kościoła katolickiego w Rosji. Wydał m.in. Polonica XV et XVI ss. quae in Bibliotheca Caes. R.C. Eccl. Academiae Petropolitanae asservantur (1901), źródła do bibliografii księgozbioru Akademii Duchownej w Petersburgu Monumenta Ecclesiastica Petropolitana (1906–1913, 5 tomów), Documenta ad historiam seminarii principalis Vilnensis pertinentia 1803–1822 (1913–1917). Jako historyk był zwolennikiem teorii o decydującej roli wybitnych jednostek na bieg dziejów; krytykowany przez Jana Nepomucena Fijałka, cieszył się natomiast poparciem (i przyjaźnią) Szymona Askenazego.

## Ordery i odznaczenia
- Krzyż Komandorski Orderu Odrodzenia Polski (7 listopada 1925)[3]
- Krzyż Węgierski Zasługi II klasy (Węgry)[4]

## Dorobek
Ogłosił szereg prac naukowych, m.in.:
- Societas Jesu et restauratio religionis catholicae in Polonia saeculo XVI (1901)
- De cardinalatu Stanislai Siestrzencewicz Bohusz, archieppi Mohyloviensis, 1784–1814 (1909)
- Ostatnie pragnienie Stanisława Siestrzeńcewicza Bohusza (1911)
- Preliminaria konkordatu z roku 1847 (1911)
- Cesarz Paweł I i arcybiskup Siestrzeńcewicz Bohusz (1914)
- Rycerze Maltańscy w Petersburgu (1915)
- Stolica Apostolska i Święte Przymierze (1918)
- Cesarz Aleksander I jako mistyk (1923)
- Jubileusz kardynała Dezyderego Mercier (1924)
- Arcybiskup Siestrzeńcewicz i Stanisław August w Petersburgu (1928)
- Tragedia arcybiskupa Felińskiego (1930)
- Watykan a powstanie listopadowe (1931)
- W obronie wolności nauki (1933)

Ponadto opublikował kilka przemówień (Mowa miana przy otwarciu pierwszego gimnazjum polskiego w Kijowie, 1917; Mowa w Katedrze wawelskiej w dniu złożenia prochów Słowackiego, 1927) oraz studia literackie (Il Magnifico, 1936; Dante a Odrodzenie, 1938; Jasnowidze i mistycy paryscy a Robespierre, 1939).